# درک پارا
درک پارا (انگلیسی: Derek Parra؛ زادهٔ ۱۵ مارس ۱۹۷۰) اسکیت‌باز سرعت اهل ایالات متحده آمریکا بود.
از افتخارات وی می‌توان به کسب مدال طلا در بازی‌های المپیک زمستانی ۲۰۰۲ اشاره کرد.